# Melissa (filòsofa)
Melissa va ser una filòsofa pitagòrica i matemàtica del segle iii aC.
Només se la coneix per una carta escrita a una altra dona anomenada Clareta (o Clearete). En la carta en dialecte grec dòric, se li exposa a Clareta que el luxe no és el que defineix la bellesa d'una dona, sinó l'honestedat, i és innecessari agradar al seu marit amb robes elegants. La carta discuteix la necessitat que una esposa sigui modesta i virtuosa, i subratlla que ha d'obeir el seu marit. S'afirma també que el rostre de les dones honestes ha de ser embellit només pel color vermell, ja que és el que representa al vergonya, i que la bellesa pot ser esborrada per la malaltia. El contingut ha fet suggerir que va ser escrit per un home amb un pseudònim. D'altra banda, l'autor de la carta en cap moment no suggereix que la dona siga naturalment inferior o feble, o que necessite d'un home per ser virtuosa.
Plutarc, en el seu llibre Vides paral·leles, dins dels capítols pertanyents al tom II en dedica un a Pèricles i en aquest apartat, Plutarc recorda Melissos, filòsof de l'antiga Grècia, de qui diu que pertany a la família de Melissa.